# Manitowoc
Manitowoc è una città degli Stati Uniti, situata nella contea di Manitowoc, nello Stato del Wisconsin.

## Nei Media
La città di Manitowoc viene citata nel film Un principe tutto mio quale città nativa, e di residenza, della protagonista che poi, nel film, sposerà il Principe di Danimarca.